# HMS Huvudskär (77)
HMS Huvudskär (77) är en svensk bevakningsbåt inom marinen som fortfarande används idag. Under 2009 blev Södertörns Sjövärnskår erbjudna att ta över henne från Försvarsmakten, samma år genomgick fartyget en omfattande upprustning och stod klar att användas inom kårens verksamhet till sommaren 2010. Fartyget används för övning i navigation och maskintjänst för såväl vuxenutbildning som för ungdomar. Huvudskär används även av Hemvärn med marina uppgifter på Södertörn.